# Кредобанк
Кредобанк (KredoBank) — український банк, заснований в 1990 році, з головним офісом у Львові. На 100 % належить найбільшому польському банку PKO Bank Polski.
Мережа обслуговування Кредобанку становить 68 відділень у 22-х областях України та у Києві. Чисті активи станом на 1 липня 2024 року становлять 56 494,8 мільйона гривень, за їх розмірами Кредобанк входить до топ-15 найбільших банків України. Чистий прибуток за 2023 рік склав 1 мільярд 209 мільйонів гривень.
Клієнтами банку є понад 55 тис. юридичних осіб та підприємців та 638 тис. фізичних осіб.

## Історія
Публічне акціонерне товариство «Кредобанк» є правонаступником АТ «Кредит банк (Україна)» і АТ «Західно-Український Комерційний Банк» (ЗУКБ), яке було створено у Львові та зареєстровано як товариство з обмеженою відповідальністю в Державному банку колишнього СРСР 14 травня 1990 року (реєстраційний № 289) і перереєстровано у НБУ 14 жовтня 1991 року (реєстраційний № 24). 21 лютого 1992 року на загальних зборах акціонерів ЗУКБ перетворено в акціонерне товариство відкритого типу (Свідоцтво про реєстрацію банку № 96 від 31.03.1992 р.). Відповідно до рішення позачергових загальних зборів акціонерів банку від 17 серпня 2001 року банк змінив назву з Акціонерне товариство «Західно-Український Комерційний Банк» на Акціонерне товариство «Кредит Банк (Україна)», у зв'язку з чим позачерговими загальними зборами акціонерів банку 26 жовтня 2001 року внесено відповідні зміни в Статут банку.
У 2004 році завершився процес зміни стратегічного інвестора АТ «Кредит Банк (Україна)». У Варшаві відбувся продаж акцій (увесь пакет — 66,65 %), які належали Kredyt Bank SA (Варшава), на користь найбільшого польського банку PKO Bank Polski. У результаті 17 листопада 2005 року відбулися позачергові збори акціонерів АТ «Кредит Банк (Україна)», на яких акціонери затвердили зміну назви банку на Відкрите Акціонерне Товариство «Кредобанк». А 1 березня 2006 року банк офіційно змінив назву на ПАТ «Кредобанк».
З вересня 2013 року банк проводив ребрендинг. 5 вересня був представлений оновлений логотип банку. Новий логотип Кредобанку, виконаний в корпоративному стилі стратегічного інвестора банку — найбільшого банку Польщі PKO Bank Polski SA, символізує європейський підхід до умов і стандартів обслуговування клієнтів, а в перспективі — спрощення процесів надання банківських послуг.
21 січня 2019 року тип та найменування ПАТ «Кредобанк» змінено на АТ «Кредобанк», здійснено державну реєстрацію нової редакції Статуту банку, внесено зміни до відомостей про юридичну особу, що містяться в Єдиному державному реєстрі юридичних осіб, фізичних осіб-підприємців та громадських формувань.
Від 11 січня 2020 року клієнти Кредобанку отримали можливість користуватися новою системою онлайн-банкінгу [Архівовано 30 вересня 2021 у Wayback Machine.]. Нова платформа онлайн-банкінгу замінила систему «КредоДайрект».
Восени 2021 року Кредобанк представив пропозицію пакету банківських послуг з винятковими можливостями під назвою «Правильна картка [Архівовано 5 січня 2022 у Wayback Machine.]». Її суть — прозорі правила, безкоштовне обслуговування рахунків, вільний доступ до банкоматів на території України та Польщі й інструменти для заощадження коштів. 
На початку 2022 року Кредобанк впровадив новий продукт та сервіс для преміальних клієнтів Craft Banking.

## Структура

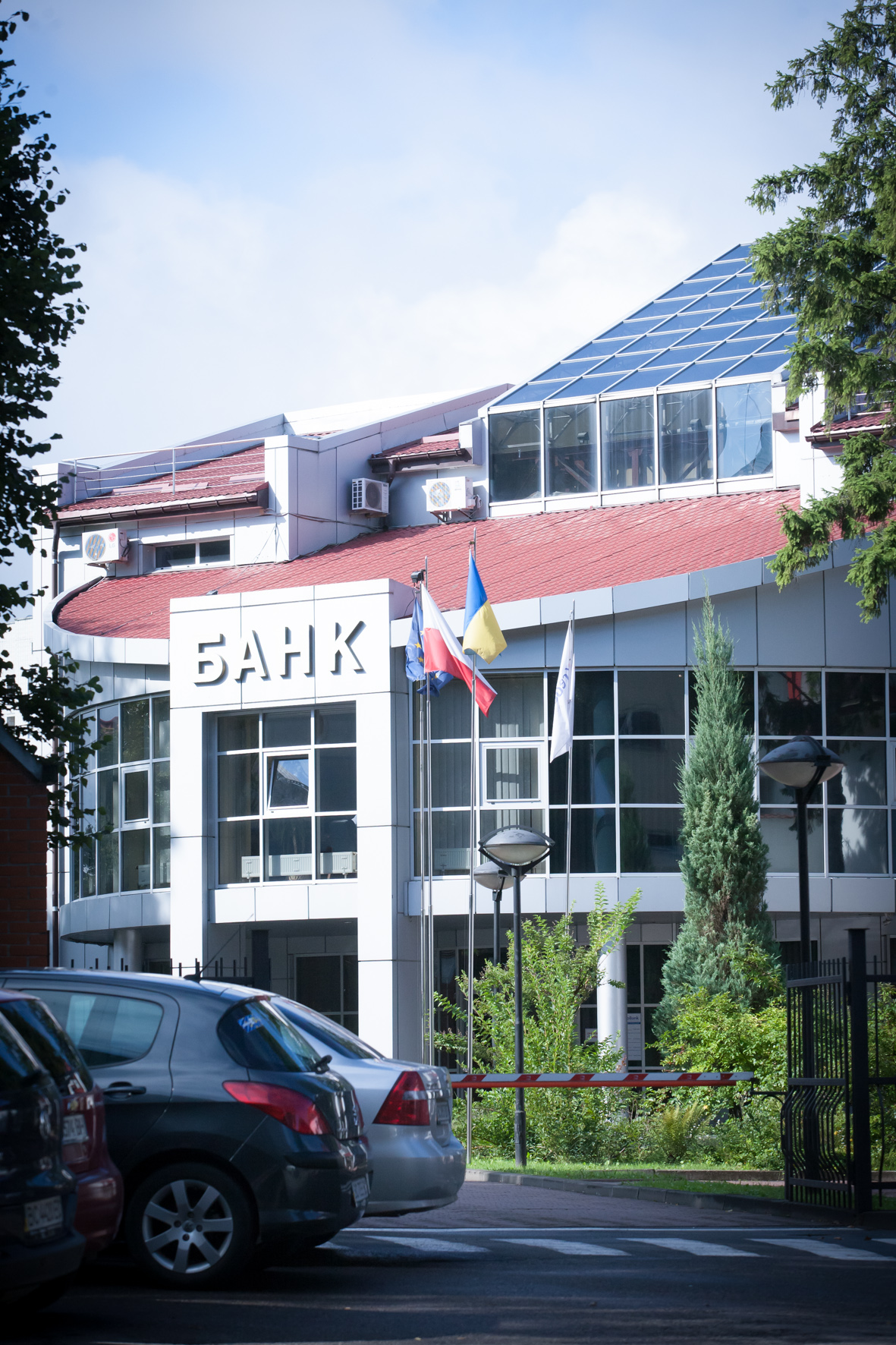
Головний офіс Кредобанку у Львові

Динамічні темпи розвитку Кредобанку, вихід на нові географічні ринки, розширення спектру послуг, застосування нових банківських технологій зумовлюють необхідність постійних змін в організаційній структурі банку та побудову такої, яка б давала змогу оперативно реагувати на зміни ринкової кон'юнктури.
Станом на 1 січня 2025 року організаційну структуру АТ «Кредобанк» формують головний банк і 65 відділень.
Структура власності:
- PKO Bank Polski SA — 100 %

## Керівництво
Посаду голови правління банку в різний час займали:
- Степан Кубів (2000—2008), який після очолював НБУ
- Дмитро Крепак
- Гжегож Шатковський
- Єжи Яцек Шугаєв (з травня 2020 року - до серпня 2024 року)

## Нагороди
2025  рік
- 1 місце у номінації «Овердрафти» у щорічному дослідженні банківського ринку — «25 провідних банків України» від видання «Фінансовий клуб"
- 1 місце у номінації «Ощадний вклад» у щорічному дослідженні банківського ринку — «25 провідних банків України» від видання «Фінансовий клуб»

2024 рік
- 2 місце серед банків України за рівнем достатності капіталу, згідно оцінками стійкості з українських банків, проведеної Національним банком України
- Кредобанк увійшов у ТОП-5 рейтингу найстійкіших банків від інвесткомпанії Dragon Capital та видання New Voice
- 1 місце у підсумковому рейтингу надійності депозитів українських банків за 2023 рік від рейтингового агентства «Стандарт-Рейтинг»
- 5 місце у номінації «Найкращі умови депозитів» щорічного конкурсу «Найкращі банки України-2024» за версією онлайн-видання Delo.ua
- 5 місце у номінації «Найкращі умови для обслуговування ІТ» щорічного конкурсу «Найкращі банки України-2024» за версією онлайн-видання Delo.ua
- Кредобанк отримав відзнаку «Лідер банківського ринку» щорічного конкурсу «Найкращі банки України-2024» за версією онлайн-видання Delo.ua
- 3 місце у номінації «Найкращий банк для юридичних осіб» у премії FinAwards
- Кредобанк увійшов до рейтингу ТОП-10 банків за приростом коштів фізосіб за версією онлайн-видання delo.ua
- 9 місце у рейтингу надійності роздрібних банків України 2024 за версією порталу "Фокус"
- 3 місце у ренкінгу фінансової надійності українських банків за підсумками 2 кварталу 2024 року за версією системи моніторингу контрагентів YouControl
- Кредобанк увійшов до ТОП-10 рейтингу найкращих роботодавців України за версією видання New Voice

2023 рік:
- 1 місце в номінації «Преміальна картка» у премії FinAwards (продукт Craft Banking)
- 4 місце у рейтингу надійності банків України від фінансового порталу «Мінфін» за підсумками 2022 р.
- 1 місце в рейтингу надійності банківських депозитів від рейтингового агентства «Стандарт-Рейтинг» за підсумками 2022 року
- 1 місце у в номінації «Овердрафти» у щорічному дослідженні банківського ринку — «25 провідних банків України» від видання «Фінансовий клуб»
- 3 місце у номінації «Ощадний вклад» у щорічному дослідженні банківського ринку — «25 провідних банків України» від видання «Фінансовий клуб»
- 5 місце у номінації «Лізинг» «у щорічному дослідженні банківського ринку — „25 провідних банків України“ від видання „Фінансовий клуб“
- 7 місце у номінаціях „Кредити малому і середньому бізнесу“ та „Зарплатні проєкти“ дослідження 25 провідних банків України»
- 8 місце у номінаціях «Преміальний банкінг» та «Обслуговування юридичних осіб» у щорічному дослідженні банківського ринку — «25 провідних банків України» від видання «Фінансовий клуб»
- 10 місце у номінації «Обслуговування фізичних осіб у відділенні» у щорічному дослідженні банківського ринку — «25 провідних банків України» від видання «Фінансовий клуб»
- 9 місце у загальному рейтингу банків дослідження 25 провідних банків України»

## Участь у професійних організаціях та установах
Кредобанк — член Незалежної асоціації банків України, Асоціації банків Львівщини, Європейської  Бізнес Асоціації, Професійної асоціації корпоративного управління, Асоціації платників податків України, Львівської торгово-промислової палати, Представництві «Польсько-Української Господарчої Палати», Професійної Асоціації учасників Ринків капіталу деривативів, Міжнародному товаристві польських підприємців, Асоціації «УкрСВІФТ», Асоціації «ЄМА», Асоціації «українське об'єднання лізингодавців», Конфедерації будівельників України, а також міжнародних платіжних систем Europay International і Visa International, Фонду гарантування вкладів фізичних осіб.

## Соціальна відповідальність
Щороку Кредобанк бере участь в багатьох акціях та заходах в різних сферах суспільного життя: «Кіно в парку», «Читаємо з Кредобанк», «Музика у старому Львові»,  та інші.
Реалізація ініціативи «Читаємо з KredoBank» привернула увагу до читання в масштабах всієї України, заанґажувавши понад 500 працівників банку, 300 тисяч клієнтів банку та більш ніж 26 тисяч школярів з усіх куточків країни.
Соціальна ініціатива «Читаймо з KredoBank» перемогла у номінації «Розвиток міст та громад» ХІ Всеукраїнського конкурсу кейсів з корпоративної соціальної відповідальності від Центру «Розвитку Корпоративної Соціальної Відповідальності». Окрім того, Кредобанк отримав відзнаку Українського культурного фонду в спеціальній номінації цього ж конкурсу «Бізнес, що підтримує культуру».
Кредобанк періодично займається благодійною діяльністю. Так, в жовтні 2013 він виступив партнером XIII Міжнародного економічного форуму у Львові. 1 листопада 2013 з нагоди Всесвітнього дня заощаджень працівники банку провели екскурсію Кредобанком львівським школярам.